# Washington Rodríguez (football)
Pour les articles homonymes, voir Washington Rodríguez.
Washington Rodriguez est un footballeur uruguayen né le 12 janvier 1970 à Montevideo, évoluant au poste de milieu de terrain.

## Biographie
Washington Rodriguez commence sa carrière professionnelle en 1989 avec le Liverpool Montevideo dans le championnat uruguayen. En six saisons, il s'impose comme un milieu offensif régulier, disputant 144 matchs et inscrivant 27 buts.
En 1996, il tente l’aventure à l’étranger en rejoignant les Dallas Burn pour la première saison de la Major League Soccer. Il y inscrit 4 buts en 14 matchs,.
Il signe ensuite au SL Benfica au Portugal mais n’y dispute aucun match officiel. De retour à Montevideo en 1997, il joue brièvement pour son club formateur avant de rejoindre le Nacional où il réalise une belle saison (25 matchs, 7 buts).
Il retourne définitivement à Liverpool en 1999 et y termine sa carrière en 2003 après quatre saisons supplémentaires.
Sur la scène internationale, il est sélectionné en 1990 avec l’équipe des moins de 20 ans uruguayenne puis en 1992 avec l’équipe olympique.